# Salgótarján zászlaja

Salgótarján zászlajának zászlólapja 2:3 arányú téglalap. A zászlórúd felől nézve első harmadában ezüst alapon álló helyzetben a város címere, a mező mértani középpontjában, a második és harmadik harmadában fekete alapon három ezüst pólyával. A dísz-zászló körben ezüst zsinórral, a végén ezüsttel rojtozott, a címer alatti félkörben Salgótarján felirat látható fekete színű hímzéssel.
A várossá alakulás utána címer nélkül, bretagne-i mintára készült 4 fekete és 3 ezüst sávból álló zászló volt a város lobogója. Az 1970-es években egy teljesen vörös zászlót fogadtak el, benne a város szocialista címerével, és a SALGÓTARJÁN felirattal, melyhez kapcsolódó érdekesség, hogy a városi ünnepségeken sem használták: itt vörös-fekete, felirat nélküli lobogót használtak.